# Ludwik I (wielki książę Hesji)
Ludwik I (ur. 14 czerwca 1753 w Prenzlau, zm. 6 kwietnia 1830 w Darmstadt) – landgraf Hesji-Darmstadt w latach 1790-1806 jako Ludwik X, a następnie wielki książę Hesji-Darmstadt.

## Życiorys
Jego ojcem był Ludwik IX, landgraf Hesji-Darmstadt, a matką Karolina von Zweibrücken-Birkenfeld. Ludwik urodził się w Prenzlau, gdzie jego ojciec stacjonował w służbie armii pruskiej. Wczesne dzieciństwo spędził w Bouxwiller, dawnej rezydencji hrabiów Hanau-Lichtenberg. Studiował na Uniwersytecie w Lejdzie. W 1769 udał się w swoją pierwszą podróż do Londynu i Paryża. Podczas pobytu we Francji poznał d’Alemberta i Denisa Diderota. W 1773 odwiedził dwór pruski króla Fryderyka II, gdzie jego siostra Fryderyka była żoną następcy tronu Prus Fryderyka Wilhelma. W następnych latach odwiedził Rosję. W 1774 jako rosyjski generał wziął udział w wojnie rosyjsko-tureckiej. 
Panowanie jako Landgraf Hesji-Darmstadt rozpoczął po śmierci ojca w 1790. Jego rządy to czas stopniowego przechodzenia od rządów absolutnych do monarchii konstytucyjnej. Jego pierwsze decyzje dotyczyły poszerzenia swobód dla katolików i Żydów. Po wybuchu Rewolucji francuskiej utracił część swego majątku. Po zajęciu Moguncji i Darmstadt jego władza została zagrożona. Dzięki staraniom Napoleona I, Ludwik X został w 1806 wielkim księciem Ludwikiem I. Był związany z Bonapartem, pomagając mu militarnie i gospodarczo. Współtworzył Związek Reński – probonapartystowski związek państw niemieckich. Dzięki temu już od 1803 dostawał nowe terytoria, głównie westfalskie. Na kongresie wiedeńskim postanowiono, że musi je oddać, ale jako rekompensatę dano mu tereny tzw. Hesji Nadreńskiej (Rheinhessen), z miastem Moguncja.

## Odznaczenia
- Wielki Mistrz Orderu Ludwika (fundator w 1807)
- Order Świętego Andrzeja (Imperium Rosyjskie)[2]
- Order Świętego Aleksandra Newskiego (Imperium Rosyjskie)[2]
- Order Świętego Huberta (Bawaria)[2]
- Order Orła Czarnego (Prusy)[2]
- Order Lwa Złotego (Hesja-Kassel)[2]

### Potomstwo
19 lutego 1777 Ludwik poślubił swoją kuzynkę Luizę z Hesji-Darmstadt (ur. 15 lutego 1761, zm. 24 października 1829). Miał z nią sześcioro dzieci:
- Ludwika, potem Ludwik II (wielki książę Hesji) (1777–1848)
- Luizę (ur. 16 stycznia 1779, zm. 18 kwietnia 1811)

∞ 1800 Ludwik von Anhalt-Köthen
- Jerzego (ur. 31 sierpnia 1780, zm. 17 kwietnia 1856)

∞ 1804 Caroline Török de Szendrö
- Fryderyka (ur. 14 maja 1788, zm. 16 marca 1867)
- Emila (ur. 3 września 1790, zm. 30 kwietnia 1856)
- Gustawa (ur. 18 grudnia 1791, zm. 30 stycznia 1806)